# Bernardo Antonio Vittone
Bernardo Antonio Vittone (* 19. August 1704 in Turin; † 19. Oktober 1770 ebenda) war ein italienischer Architekt und neben Guarino Guarini, Filippo Juvarra und Benedetto Alfieri einer der Hauptvertreter des Barock im Piemont.

## Leben
Der Vater, ein Stoffhändler, starb, als Vittone noch ein Kind war. Seine Erziehung wurde darauf vom älteren Bruder, der Kanonikus im Turiner Dom war, übernommen. Der Onkel Giovanni Giacomo Plantery, ein Architekt und 1726 sowie 1751 Bürgermeister von Turin, brachte Vittone die Architektur nahe und stellten Ende der 1720er Jahre Kontakt zu Filippo Juvarra her. Nach dessen Tod 1736 führte Vittone einige der laufenden Bauprojekte weiter. In den Folgejahren etablierte er sich als einer der führenden Architekten in Turin und Piemont. Bekannt wurde vor allem für seine Kirchenbauten mit originellem Umgang mit einfallenden Licht, so etwa der beiden Kirchen von Santa Chiara in Bra (1742) und Turin (1745). Vittone war auch als Geldverleiher tätig und verfasste mehrere Lehrbücher über die Architektentätigkeit.